# Keski-Kallaveden saaristo
Keski-Kallaveden saaristo este o arie protejată (arie specială de conservare — SAC, sit de importanță comunitară — SCI, arie de protecție specială avifaunistică — SPA) din Finlanda întinsă pe o suprafață de 4.378 ha, integral pe uscat.

## Localizare
Centrul sitului Keski-Kallaveden saaristo este situat la coordonatele 62°47′46″N 27°49′26″E / 62.7961°N 27.8239°E.

## Înființare
Situl Keski-Kallaveden saaristo a fost declarat sit de importanță comunitară în august 1998 pentru a proteja 9 specii de animale. Alte tipuri de protecție:
- arie de protecție specială avifaunistică (în august 1998)[2]
- arie specială de conservare (în aprilie 2015)[1][3][4]

## Biodiversitate
Situată în ecoregiunea boreală, aria protejată conține 5 habitate naturale: Pante stâncoase calcaroase cu vegetație casmofită, Roci stâncoase cu vegetație pionieră de Sedo-Scleranthion sau Sedo albi-Veronicion dillenii, Taiga vestică, Păduri fino-scandinave bogate în ierburi cu Picea abies, Păduri caducifoliate de mlaștină fino-scandinave.
La baza desemnării sitului se află mai multe specii protejate de  păsări (9): cocoșul de mesteacăn (Bonasa bonasia), șoimul rândunelelor (Falco subbuteo), vânturel roșu (Falco tinnunculus), cufundar polar (Gavia arctica), Larus fuscus fuscus, viespar (Pernis apivorus), chiră de baltă (Sterna hirundo), Sterna paradisaea,  cocoș de munte (Tetrao urogallus).
Pe lângă speciile protejate, pe teritoriul sitului au mai fost identificate 3 specii de plante, 1 specie de nevertebrate, 1 specie de pești.